# Sacramento River Cats
Sacramento River Cats – amerykańska drużyna baseballowa mająca swoją siedzibę w Sacramento, w stanie Kalifornia. Zespół występuje w Pacific Coast League. Od 1999 roku jest klubem farmerskim Oakland Athletics.